# Ana Bjelica
Pour les articles homonymes, voir Bjelica (homonymie).
Ana Bjelica est une joueuse serbe de volley-ball née le 3 avril 1992 à Belgrade (Yougoslavie). Elle mesure 1,92 m et joue au poste d'attaquante. Elle totalise 106 sélections en équipe de Serbie. Son frère Milko Bjelica est joueur de basket-ball. Sa sœur ainée Milka Bjelica est également joueuse de basket-ball.

## Clubs
| Club                  | De        | À         |
| --------------------- | --------- | --------- |
| Étoile Rouge Belgrade | 2008-2009 | 2012-2013 |
| PSPS Chemik Police    | 2013-2014 | 2014-2015 |
| Salihli Belediyespor  | 2015-2016 | 2015-2016 |
| Osasco Voleibol Clube | 2016-2017 | 2016-2017 |
| Étoile Rouge Belgrade | 2017-2018 | 2017-2018 |
| VBC Voléro Zurich     | jan 2018  | mai 2018  |
| Volero Le Cannet      | 2018-2019 | 2018-2019 |
| Osasco Voleibol Clube | 2019-2020 | …         |

## Palmarès

### Équipe nationale
- Championnat du monde
  - Vainqueur : 2018.
- Championnat d'Europe
  - Vainqueur : 2017, 2019.
- Coupe du monde
  - Finaliste : 2015.
- Ligue européenne
  - Vainqueur : 2010.
- Championnat d'Europe des moins de 20 ans
  - Finaliste : 2010.
- Championnat du monde des moins de 18 ans
  - Finaliste : 2009.

### Clubs
- Championnat de Serbie
  - Vainqueur : 2010, 2011, 2012, 2013.
- Coupe de Serbie
  - Vainqueur : 2010, 2011, 2012, 2013.
- Coupe de Pologne
  - Vainqueur : 2014.
  - Finaliste : 2015.
- Championnat de Pologne
  - Vainqueur : 2014, 2015.
- Championnat de Suisse
  - Vainqueur : 2018.
- Coupe de Suisse
  - Vainqueur : 2018.
- Championnat du Brésil
  - Finaliste : 2017.

### Distinctions individuelles
- Championnat d'Europe féminin de volley-ball des moins de 20 ans 2010: Meilleure marqueuse.